# Де Чаварри, Бернабе
Бернабе де Чаварри Родригес-Кодес (исп. Bernabé de Chávarri Rodríguez-Codes, 1 февраля 1904, Мадрид — неизвестно) — испанский хоккеист (хоккей на траве), полевой игрок. Участник летних Олимпийских игр 1928 года.

## Биография
Бернабе де Чаварри родился 1 февраля 1904 года в Мадриде.
Играл в хоккей на траве за «Атлетико» из Мадрида.
В 1928 году вошёл в состав сборной Испании по хоккею на траве на летних Олимпийских играх в Амстердаме, поделившей 7-8-е места. Играл в поле, провёл 3 матча, забил 1 мяч в ворота сборной Франции.
По профессии был инженером.
О дальнейшей жизни данных нет.

## Семья
Старший брат Энрике де Чаварри (1903—1993) и двоюродный брат Хосе де Чаварри (1897—1989) также играли за сборную Испании по хоккею на траве, в 1928 году участвовали в летних Олимпийских играх в Амстердаме. Энрике также выступал в соревнованиях по лёгкой атлетике.